# دلفين هكتور
دلفين هكتور أو دلفين رأسي الخطم هكتوري (الاسم العلمي: Cephalorhynchus hectori) (بالإنجليزية: Hector's dolphin)‏ هو نوع من الحيتانيات يتبع جنس دلفين رأسي الخطم من فصيلة الدلافين المحيطية.